# Noche de los Museos

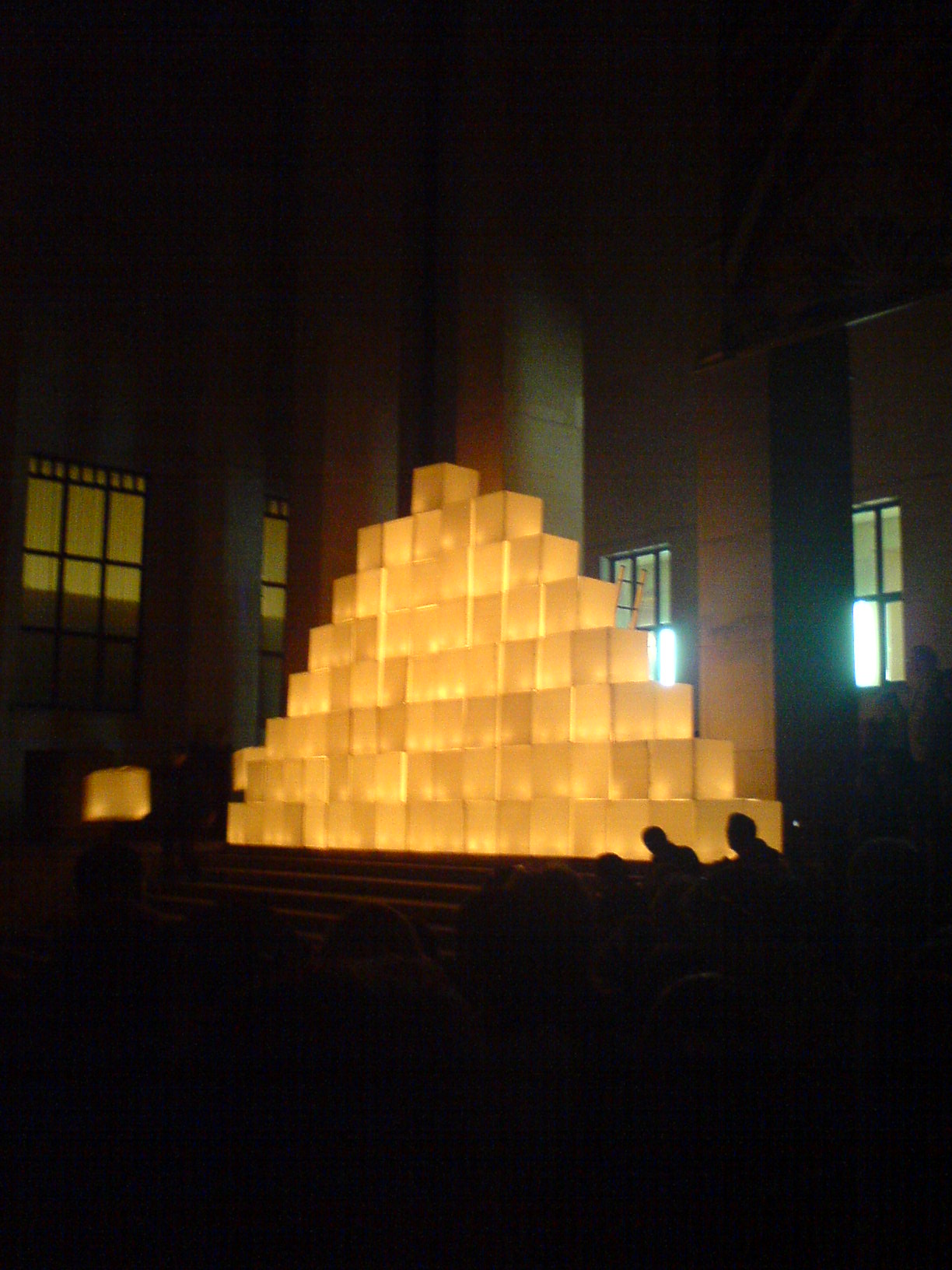
Actuación artística "Luz y gravitación" en el Museo Nacional de Varsovia (Noche de los Museos 2007).

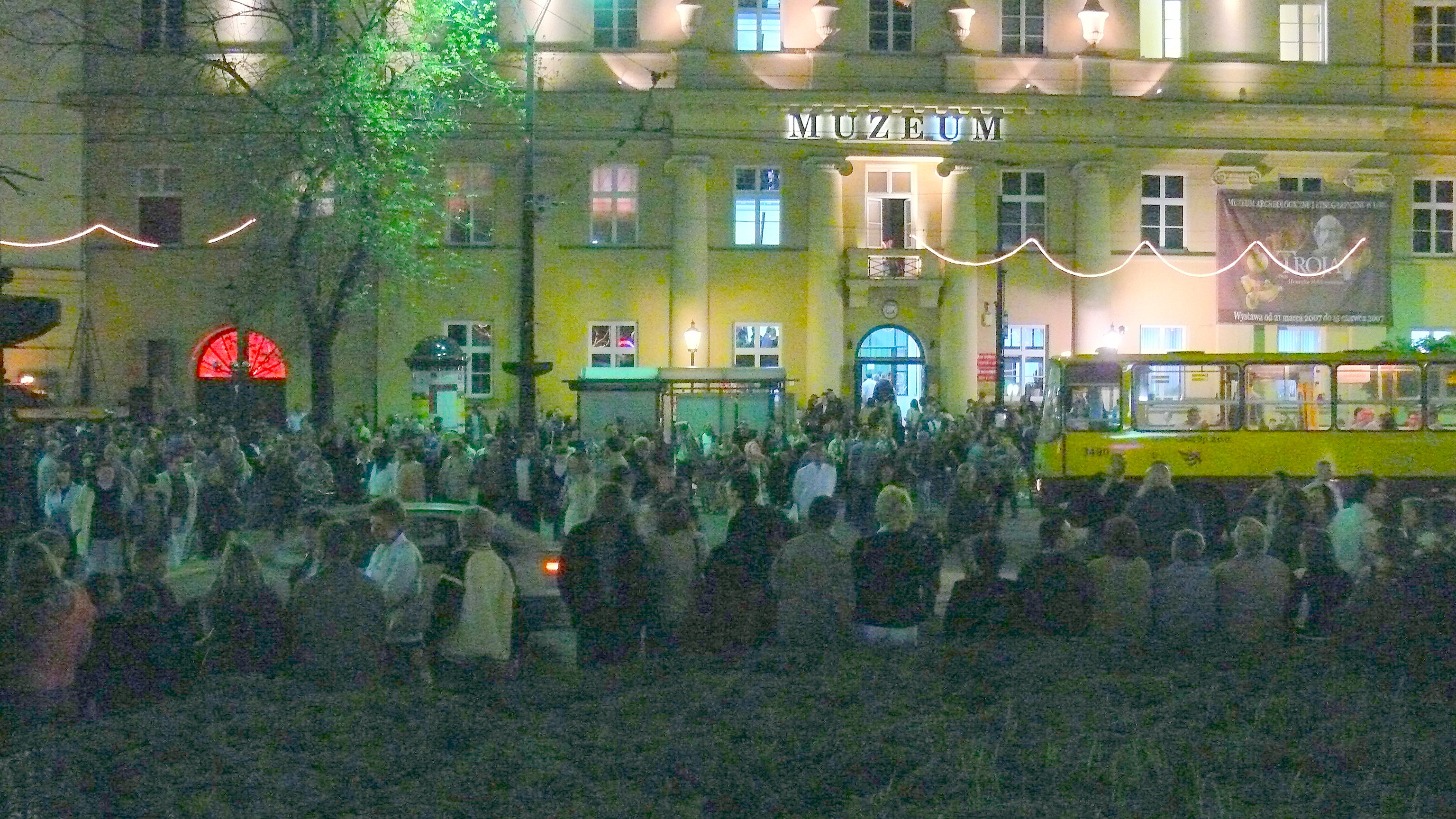
Noche de los Museos 2007 en Łódź.

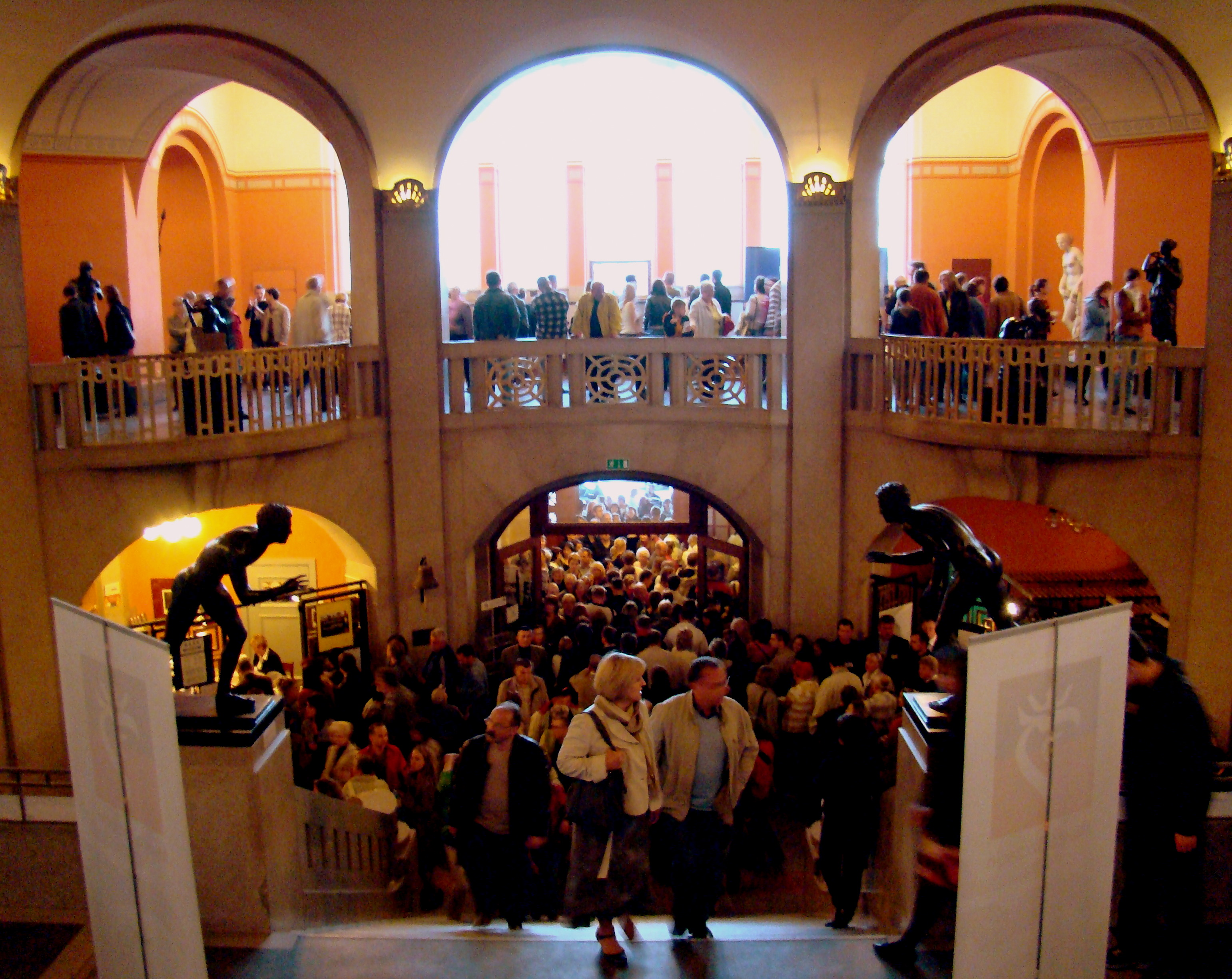
La Noche de los Museos en el Museo Nacional de Szczecin.

La Noche de los Museos o Larga Noche de los Museos es un evento cultural organizado en forma conjunta con varios museos e instituciones culturales. Durante el evento, los establecimientos se encuentran abiertos durante la tarde y parte de la noche. El evento busca acercar visitantes a las instituciones culturales.
Habitualmente, una entrada común permite a los visitantes acceder a todas las exhibiciones, como también les da acceso al transporte público requerido para llegar a los distintos lugares.
En algunos casos, esta entrada es gratuita.
La primera Larga Noche de los Museos (en alemán: Lange Nacht der Museen) tuvo lugar en Berlín en 1997. El concepto fue muy bien recibido, y desde entonces el número de instituciones participantes y exhibiciones ha crecido considerablemente, esparciéndose a más de 120 ciudades a lo largo de Europa y del resto del mundo. Por ejemplo, en Barcelona, la edición de 2013 reunió a 130 000 visitantes repartidos en 62 espacios. La edición 2016 en Montevideo congrega a 55 instituciones.

## Variantes
- Lange Nacht der Museen en Berlín y otras ciudades de Alemania incluyendo Colonia,[5] Fráncfort,[6] Stuttgart,[7] Düsseldorf,[8] Múnich,[9] y Kassel[10]
- La Nuit des Musées en Francia[11]
- El evento Museums-n8[12] en Ámsterdam, Países Bajos
- Largas noches coordinadas en Austria,[13] Italia, y Liechtenstein,  organizado por ORF[14]
- En Suiza largas noches tuvieron lugar en Basilea, Berna, Lucerna, St. Gallen, y Zúrich.[15]
- Noc Muzeów en Polonia, donde la primera edición tuvo lugar en 2003 en Poznań en el Museo Nacional de Poznań.
- Múzeumok Éjszakája[16] en Budapest, Hungría
- La "Noche de los museos y galerías"[17] en Bulgaria, donde este evento fue realizado por primera vez en 2005. Ahora "La Noche" se ha vuelto un exitoso producto cultural - emblemático para Plovdiv - que atrae muchos turistas y huéspedes a la ciudad.
- Museums at Night en el Reino Unido,[18] incluyendo museos en Great Yarmouth
- La nit dels museus en Barcelona. La noche en blanco se realiza en la ciudad de Málaga, España cada primavera con apertura gratuita de sus museos y monumentos hasta altas horas de la madrugada[19]
- Noć muzeja en Croacia, desde 2005, donde los costos de admisión a todos los lugares están concedidos por la noche.[20][21]
- Pražská muzejní noc en Praga, República Checa[22]
- Noć muzeja en Belgrado, Serbia[23]
- Ночь музеев en Rusia,[24]
- La Noche de los Museos en Argentina tiene lugar en Buenos Aires[25] desde 2004, e incluye actividades de divulgación científica similar a la Larga Noche de las Ciencias. En otras ciudades, como Azul, se realiza desde 2006, en La Plata se realiza desde 2008[26]  y Santa Fe, desde 2011.[27] En Córdoba ya se han realizado tres ediciones.[28] En otras ciudades de Argentina como Tierra del Fuego se esta realizando desde 2016, en las ciudades de Ushuaia, Tolhuin y Río Grande
- Museos en la Noche - en Uruguay, se realiza ininterrumpidamente desde 2005, en todo el territorio nacional, el segundo viernes de diciembre. Más de 120 instituciones con entrada gratuita.
- La "Noche de Museos" se realiza en la ciudad de Puebla, México, por lo menos una vez al mes desde 2012, con la participación promedio de unos 14 museos públicos y privados que ofrecen acervos que van de lo virreinal hasta el arte contemporáneo. En 2013, Noche de Museos Puebla convocó a 153,052 asistentes.
- En San José de Costa Rica se realiza varias veces al año desde hace casi una década el Art City Tour,[29] gestionado desde la iniciativa civil con apoyo municipal y de GAM Cultural, en el que los principales museos de la ciudad y otras establecimientos culturales permiten el acceso gratuito de los visitantes.[30]
- La Larga Noche de los Museos se realiza en varias ciudades de Bolivia.[31] [32]

## Historia
La primera Larga Noche de los Museos tuvo lugar en Berlín (ya reunificada) en 1997 con docenas de instituciones y exhibiciones participantes. Desde entonces, el número ha crecido a 125 con más de 150 000 personas participando en la noche de enero de 2005.
Los eventos culturales nocturnos son tradicionales en Europa y tienen sus raíces en varias ciudades. San Petersburgo, por doscientos años capital del Imperio Ruso y todavía un importante centro cultural europeo, es una de las ciudades situadas en latitudes más boreales, teniendo largos días en verano y un crepúsculo casi interminable desde mediados de mayo a mediados de julio (esto es un fenómeno celebrado como las noches blancas). Esto condujo a la celebración anual conocida como el Festival de las Noches Blancas, que presenta meses de cultura pop (como The Rolling Stones al aire libre en la Plaza del Palacio) y eventos de alta cultura ("Festival de las Estrellas de las Noches Blancas") en el Teatro Mariinski, carnavales callejeros, y la celebración de las Velas Escarlata,  conocida por sus muestras de fuegos artificiales. Así "noches blancas", en el contexto ruso, es simultáneamente un fenómeno natural del verano y un prolongado festival cultural que se desarrolla en varias semanas o meses a mediados del verano.
El alcalde de París, Bertrand Delanoë, tomó esta idea en 2002 y la extendió a la cultura en sentido más amplio, incluyendo artes escénicas, y el concepto se ha difundido bajo el estandarte de Nuit Blanche (Noche Blanca y varios nombres relacionados).
En la noche del 30 de septiembre de 2005, la ciudad búlgara de Plovdiv agradeció la iniciativa de la "Galería Sariev" y al comité civil "Noche de los Museos y Galerías – Plovdiv".